# Jonny Hefty
 Denne artikel bør gennemlæses af en person med fagkendskab for at sikre den faglige korrekthed.

Jonny Hefty (født 18. oktober 1969 i Sulsted) er en dansk rapper, hvis borgerlige navn er Jakob Ørom. Han var tidligere forsanger i rap-metal bandet Geronimo (fra 1989-96), og var hovedmanden bag Blood Booking, som arrangerede stort set alle metal-koncerter i Aalborg fra 1990-1996, blandt andet metal-festivalerne Metal Marathon 1-5.
Jonny Hefty har efterfølgende medvirket i den kortvarige rapgruppe MortMain.
Karakteren Jonny Hefty opstod i 1998, da han skrev sangen Jorden er giftig til sit daværende band Mørkemændene, der bestod af Jonny Hefty, Tzar og senere også Sanddru den Vantro. Jonny Hefty vandt i år 2000 demokonkurrencen TRAX på DR, hvor førstepræmien var en udgivelse, der blev til ep'en Hængerøv og Håndtegn. Han har senere både lavet radioføljetonen Rockstarz på DR P3, medvirket som rap-coach til MGP og lavet rap i ungdomsklubben Fri-stedet.
Jonny Hefty har arbejdet sammen med bl.a. Jøden og Niarn. Han skriver ofte om livet i Aalborg, hash, hestepiger, langt hår og heavy metal. I 2011 fik Jonny Hefty endnu et hit med sangen "Gamle Dreng", sammen med netop Jøden, og i februar 2012 kom de to med endnu et hit der hedder "Vi går aldrig hjem".
Han flyttede i 2006 til København, men har siden 2013 været bosat i Aalborg igen.
I 2014 blev han kåret som Kongen af Aalborg Karneval ved en offentligt afstemning med 64% af stemmerne. Jonny Hefty vandt over de to øvrige kandidater, modekommentator Jim Lyngvild og entertaineren Claus Pilgaard også kendt som Chili Klaus.. Jonny Hefty blev kronet på det sidste stop i "Den Fede" tour på Skråen i Aalborg den 29. marts 2014.
Han modtog den 30. oktober 2014 Den NORDJYSKE Kulturpris 2014 i Musikkens Hus. Med kulturprisen fulgte 100.000 kroner.
I 2016 blev Jonny Hefty valgt til at skrive et digt på Aalborg Jule Akvavit 2016. Digtet hedder Mørke dage nordpå. Digtet præger flasken, som er fremstillet i 140.000 eksemplarer. Den blev lanceret ved et event på Studenterhuset i Aalborg med Poetry Slam og smagsprøver
Jonny Hefty er også street art-kunstner.
Hans karakteristiske "Mugne Ræv" kan ses flere steder i Aalborg.

## Udgivelser og medvirken
| År   | Udgivelse                                        | Andre kunstnere                      | Studie                            |
| ---- | ------------------------------------------------ | ------------------------------------ | --------------------------------- |
| 2013 | Kom igen                                         | Jøden                                |                                   |
| 2013 | Tung som en sten                                 | Jøden                                |                                   |
| 2012 | Vi Går Aldrig Hjem                               | Jøden                                |                                   |
| 2011 | Gamle dreng                                      | Jøden                                |                                   |
| 2010 | We got the anlæg going åndssvag                  | Johnson & U$O                        |                                   |
| 2006 | Hakket & drejet                                  | Ezi Cut                              | Drop Dead/Noiz Music              |
| 2006 | Dansk rap 2003-2006                              |                                      | Playground                        |
| 2006 | Majestic presents Meller Mixtape                 |                                      | Majestic                          |
| 2006 | Tilbage i solen mixtape                          | Joe True                             | Brogade boogie                    |
| 2006 | Ezi cut præsenterer - drop dead mixtape vol. 6   | Ezi cut                              | Drop Dead Music/Noiz Music        |
| 2006 | Vi fra Jylland                                   | L:Ron:Harald                         | ZU-J Records                      |
| 2005 | Nordkraft                                        |                                      | Nordisk Film                      |
| 2005 | Hjemmebrændt                                     |                                      | Run for cover                     |
| 2005 | Store planer (soundtrack)                        |                                      | Angel Films                       |
| 2005 | Rap over nallerne                                | Johnny Hefty & $jakket fra Fristedet | Hef jam                           |
| 2004 | Drop dead ruff sampler vol. 5                    |                                      | Drop dead/ezi cut                 |
| 2004 | Cool winter hits #1                              | Diverse                              | The Voice                         |
| 2004 | Poesi dér - danske raptekster 1988-2004          |                                      | Systime                           |
| 2004 | Kle se i bærrnævan - fit for fight               | DJ Jetjagar & Benny Bønna            |                                   |
| 2004 | Det man hører er man selv - P3 latter 1997-2004  | Sony Music/DR                        |                                   |
| 2003 | Villys jul                                       |                                      | Universal/DR Multimedie           |
| 2003 | Glenn Fransisco CD'en                            | Niarn                                | Run for cover                     |
| 2003 | Gug Tang Klan præsenterer - 9 kilo bongmix       |                                      | GTK                               |
| 2002 | Burger King hits vol. 1 V/A                      |                                      | Burger King                       |
| 2002 | Rockstarz: Drømmen lever - mareridtet fortsætter |                                      | Cheifment/Edel-Mega/DR Multimedia |
| 2002 | Glenn Francisco EP'en                            | Niarn                                | Run for cover                     |
| 2002 | 24 karat allstars V/A                            |                                      | Run for cover                     |
| 2002 | Århus V (Uden om systemet)                       | Pimp-A-Lot Crew                      | Abu-Malek                         |
| 2000 | Hængerøv & Håndtegn                              |                                      | Sony Music                        |
| 1998 | Fredløs                                          | Mørkemændene                         |                                   |